# 雪白血红
《雪白血红》是中国大陆报告文学作家张正隆的代表作，描述了第二次國共內戰期間林彪率領中共军队在中國东北战场与中华民国国军作战的事迹。
作者采访了上百个林彪有工作关系的人整理而成，写得相当纪实，其中加入了大量林彪与以毛泽东为主席的中共中央互通的电报内容，书中涉及强制动员参军、长春围困战中長春圍城饿死大量平民等敏感内容，出版后引起轰动，在被禁前在中國已經賣出超過十萬本。
此书于1990年被禁止在中国大陆发行，被禁的原因是“为蒋介石评功摆好，为林彪翻案”，據悉彭真气极败坏地对他的秘书说：“林彪难道比毛泽东还英明吗？”結果出版社遭到牵连，一些人遭到降职和下岗，责任编辑马成翼被关了23天，张正隆被关了一个月，对张正隆后来出的书内容也审查得更严。2002年，此书在香港出版。如今在中国大陆少数图书馆可借阅。

## 相关书籍
- 《枪杆子1949》，人民出版社，2008年9月，ISBN 9787010072944。